# Argiro Zapata
Argiro Alberto Zapata Franco (Medellín, Antioquia; 14 de junio de 1971) es un ciclista profesional colombiano, que corrió para el Orgullo Antioqueño.

## Palmarés
1989
- Campeón de la Vuelta del Porvenir de Colombia

1994
- Campeón de la "Clásica Marco Fidel Suárez"

1996
- Campeón de la Vuelta a Antioquia

1997
- 2° en la Vuelta al Táchira, más 1 etapa
- 3º en la Vuelta a Antioquia

1998
- Campeón "Vuelta Gobernación de Norte de Santander"
- 3º en la Vuelta a Antioquia
- 2° lugar en el Clásico RCN, más 1 etapa

2002
- 2º en la Vuelta a Antioquia

2003
- 2° en la Vuelta Higuito (Costa Rica), más 1 etapa

2004
- 2° en la Vuelta Higuito (Costa Rica)
- 2° en la Vuelta a Chiriquí (Panamá)

2007
- 1 etapa en la Vuelta a Antioquia.